# هگزازینون
هگزازینون (به انگلیسی: Hexazinone) با فرمول شیمیایی C۱۲H۲۰N۴O۲ یک ترکیب شیمیایی است؛ که جرم مولی آن ۲۵۲٫۳۱ g/mol می‌باشد. شکل ظاهری این ترکیب، جامد بلوری سفید است.